# Fredrik av Antiokia
Fredrik av Antiokia, född 1223, död 1255, var en italiensk monark. Han var regerande markgreve i Toscana mellan 1246 och 1250. 